# باول مايو
باول مايو (بالإنجليزية: Paul Mayo)‏ (13 أكتوبر 1981 في المملكة المتحدة - ) هو لاعب كرة قدم بريطاني في مركز الدفاع. لعب مع نادي واتفورد ونوتس كاونتي ونادي غاينسبورو ترينيتي وLincoln United F.C. ‏ وStamford A.F.C. ‏ ولينكولن سيتي أف سي ونادي مانسفيلد تاون ونادي كوربي تاون وداغنهام وريدبريدج ونادي بوسطن يونايتد ودارلينجتون إف سى.

## وصلات خارجية
- باول مايو على موقع قاعدة بيانات كرة القدم.إي يو (الإنجليزية)
- باول مايو على موقع Soccerbase.com (لاعب) (الإنجليزية)